# Нельсон Емерсон
Нельсон Емерсон (англ. Nelson Emerson; нар. 17 серпня 1967, Гамільтон) — канадський хокеїст, що грав на позиції крайнього нападника. Грав за збірну команду Канади.
Провів понад 800 матчів у Національній хокейній лізі.

## Ігрова кар'єра
Хокейну кар'єру розпочав 1986 року.
1985 року був обраний на драфті НХЛ під 44-м загальним номером командою «Сент-Луїс Блюз».
Протягом професійної клубної ігрової кар'єри, що тривала 13 років, захищав кольори команд «Сент-Луїс Блюз», «Вінніпег Джетс», «Гартфорд Вейлерс», «Кароліна Гаррікейнс», «Чикаго Блекгокс», «Оттава Сенаторс», «Атланта Трешерс» та «Лос-Анджелес Кінгс».
Загалом провів 811 матчів у НХЛ, включаючи 40 ігор плей-оф Кубка Стенлі.
Виступав за збірну Канади.

## Тренерська кар'єра
Нельсон уклав контракт із клубом «Лос-Анджелес Кінгс» в якому він став консультантом, а з 4 серпня 2008 координатором тренерів клубу.

## Статистика
| Сезон         | Клуб                     | Ліга          | Регулярний сезон | Регулярний сезон | Регулярний сезон | Регулярний сезон | Регулярний сезон | Плей-оф | Плей-оф | Плей-оф | Плей-оф | Плей-оф |
| Сезон         | Клуб                     | Ліга          | І                | Г                | П                | О                | ШХ               | І       | Г       | П       | О       | ШХ      |
| ------------- | ------------------------ | ------------- | ---------------- | ---------------- | ---------------- | ---------------- | ---------------- | ------- | ------- | ------- | ------- | ------- |
| 1986-87       | Університет Боулінг Грін | НКАА          | 45               | 26               | 35               | 61               | 28               | —       | —       | —       | —       | —       |
| 1987-88       | Університет Боулінг Грін | НКАА          | 45               | 34               | 49               | 83               | 54               | —       | —       | —       | —       | —       |
| 1988-89       | Університет Боулінг Грін | НКАА          | 44               | 22               | 46               | 68               | 46               | —       | —       | —       | —       | —       |
| 1989-90       | Університет Боулінг Грін | НКАА          | 44               | 30               | 52               | 82               | 42               | —       | —       | —       | —       | —       |
| 1989-90       | «Пеорія Райвермен»       | ІХЛ           | 3                | 1                | 1                | 2                | 0                | —       | —       | —       | —       | —       |
| 1990-91       | «Пеорія Райвермен»       | ІХЛ           | 73               | 36               | 79               | 115              | 91               | 17      | 9       | 12      | 21      | 16      |
| 1990–91       | «Сент-Луїс Блюз»         | НХЛ           | 4                | 0                | 3                | 3                | 2                | —       | —       | —       | —       | —       |
| 1991–92       | «Сент-Луїс Блюз»         | НХЛ           | 79               | 23               | 36               | 59               | 66               | 6       | 3       | 3       | 6       | 21      |
| 1992–93       | «Сент-Луїс Блюз»         | НХЛ           | 82               | 22               | 51               | 73               | 62               | 11      | 1       | 6       | 7       | 6       |
| 1993–94       | «Вінніпег Джетс»         | НХЛ           | 83               | 33               | 41               | 74               | 80               | —       | —       | —       | —       | —       |
| 1994–95       | «Вінніпег Джетс»         | НХЛ           | 48               | 14               | 23               | 37               | 26               | —       | —       | —       | —       | —       |
| 1995–96       | «Гартфорд Вейлерс»       | НХЛ           | 81               | 29               | 29               | 58               | 78               | —       | —       | —       | —       | —       |
| 1996–97       | «Гартфорд Вейлерс»       | НХЛ           | 66               | 9                | 29               | 38               | 34               | —       | —       | —       | —       | —       |
| 1997–98       | «Кароліна Гаррікейнс»    | НХЛ           | 81               | 21               | 24               | 45               | 50               | —       | —       | —       | —       | —       |
| 1998–99       | «Кароліна Гаррікейнс»    | НХЛ           | 35               | 8                | 13               | 21               | 36               | —       | —       | —       | —       | —       |
| 1998–99       | «Чикаго Блекгокс»        | НХЛ           | 27               | 4                | 10               | 14               | 13               | —       | —       | —       | —       | —       |
| 1998–99       | «Оттава Сенаторс»        | НХЛ           | 3                | 1                | 1                | 2                | 2                | 4       | 1       | 3       | 4       | 0       |
| 1999–00       | «Атланта Трешерс»        | НХЛ           | 58               | 14               | 19               | 33               | 47               | —       | —       | —       | —       | —       |
| 1999–00       | «Лос-Анджелес Кінгс»     | НХЛ           | 5                | 1                | 1                | 2                | 0                | 1       | 0       | 0       | 0       | 0       |
| 2000–01       | «Лос-Анджелес Кінгс»     | НХЛ           | 78               | 11               | 11               | 22               | 54               | 13      | 2       | 2       | 4       | 4       |
| 2001–02       | «Лос-Анджелес Кінгс»     | НХЛ           | 41               | 5                | 2                | 7                | 25               | 5       | 0       | 1       | 1       | 2       |
| Усього в НХЛ  | Усього в НХЛ             | Усього в НХЛ  | 771              | 195              | 293              | 488              | 575              | 40      | 7       | 15      | 22      | 33      |
| Усього в НКАА | Усього в НКАА            | Усього в НКАА | 178              | 112              | 182              | 294              | 170              | —       | —       | —       | —       | —       |
| Усього в ІХЛ  | Усього в ІХЛ             | Усього в ІХЛ  | 75               | 37               | 80               | 117              | 91               | 17      | 9       | 12      | 21      | 16      |